# Francisco Tárrega
Francisco de Asís Tárrega y Eixea (Villarreal, 21. studenog 1852. – Barcelona, 15. prosinca 1909.), španjolski romantičarski skladatelj i klasični gitaristički virtuoz, "otac klasične gitare" i jedan od najvećih gitarista u glazbenoj povijesti, poznat po gitarističkom komadu Sjećanja na Alhambru u kojem se očituje njegov snažni njegovateljski odnos prema, ponajprije kastiljskoj, ali i ukupnoj španjolskoj gitarističkoj tradiciji.
Otac mu je bio plesač flamenca i strastveni gitarist te je Tárrega upravo na njegovoj gitari načinio svoje prve glazbene korake. Nakon što je propavši u odvodni kanal ozlijedio oči, obitelj se seli u Castellon, središte Valencije, u kojem dobiva osnovnu glazbenu poduku. S deset godina bježi od obitelji i započinje vlastitu glazbenu karijeru svirajući po kavanama i restoranima, no otac ga ubrzo pronalazi nastvaljajući ga obrazovati.
Zahvaljujući pokroviteljstvu mjesnoga mecene, Tárrega 1874. upisuje Madridski konzervatorij. Prema osobnom svjedočanstvu, na skladanje ga je potaknuo autentičan zvuk gitara seviljskog majstora Antonia de Toressa, najvećeg među španjolskim graditeljima gitara u 19. stoljeću. Nakon diplome iz skladanje, krajem 1870-ih počinje predavati na Konzervatoriju, a u njegovoj klasi gitaru završavaju i dvojica budućih gitarističkih velikana, Emilio Pujol i Miguel Llobet.
U zimi 1880., nakon koncerta u gradiću Noveldi kod Alicantea, jedan od gradskih uglednika zamolio ga je da presluša njegovu kćer Mariu, kojom se ubrzo zaručio. Sljedeće godine nastupa u Lyonskoj operi, Europskom kazalištu Odeon u Parizu i Londonu, u kojem pod utjecajem tmurnog i kišovitog promjenjivog londonskog vremena i čežnjom za domom piše glasoviti preludij Suza (šp. Lágrima). Na Božić 1882. oženio se Mariom u Noveldi, s kojom je kasnije imao troje djece. Vrlo je cijenio obiteljskoj okružje, u kojem je najradije skladao.
Krajem 19. i početkom 20. stoljeća, nakon izvjesnih posjeta Alžiru, u svoje skladbe uvodi i ponavljajući ritam arapskih bubnjeva te blage natruhe arapskog melosa. Oko 1902. je, odrezavši nokte, popularizirao novu sviračku tehniku koju će baštiniti pripadnici njegove gitarističke škole. Još iste godine je glasovitom koncertnom turjenjom po Italiji (Milano, Napulj i Rim) upoznao glazbenu javnost sa svojom tehnikom. Trinaest dana prije smrti dovršio je svoju posljednju skladbu Oremus. Umro je u Barceloni, u kojoj je proveo dio zrele i gotovo cijelu stariju životni dob.

## Vanjske poveznice
- Tárregine skladbe dostupne su na IMSLP-u i projektu Mutopia
- Životopis i popis skladbi na classicguitare.com
- Život i glazba  Arhivirana inačica izvorne stranice od 18. svibnja 2015. (Wayback Machine) na MIDI-u

|  | Zajednički poslužitelj ima još gradiva o temi Francisco Tárrega |